# 高森城 (伊予国喜多郡)
高森城（たかもりじょう）は、愛媛県大洲市にあった日本の城（山城）。

## 概要
平地川北岸の標高190mの高森山山頂にあり、東西35m、南北43mの規模だった。
宇都宮房綱がいた萩森城の支城で、天文年間には家臣・梶谷伊豆守景則の居城となった。天正4年（1576年）に大野直之によって当城を奪われた伊豆守は中務少輔景雄、直右衛門景晴、修理亮良景の三兄弟を連れて脱出し、湯築城の河野通直の元へ逃れた。
景則は息子たちに城を奪還することが最大の供養と言い残し、息を引き取ったが、天正6年（1578年）には3人の息子達が風雨に紛れて奇襲し、城を奪還して河野通直から感状を受けている。
天正13年（1585年）の四国の役で小早川隆景の進攻を受けて開城し、廃城となった。